# Schönhauser Tor

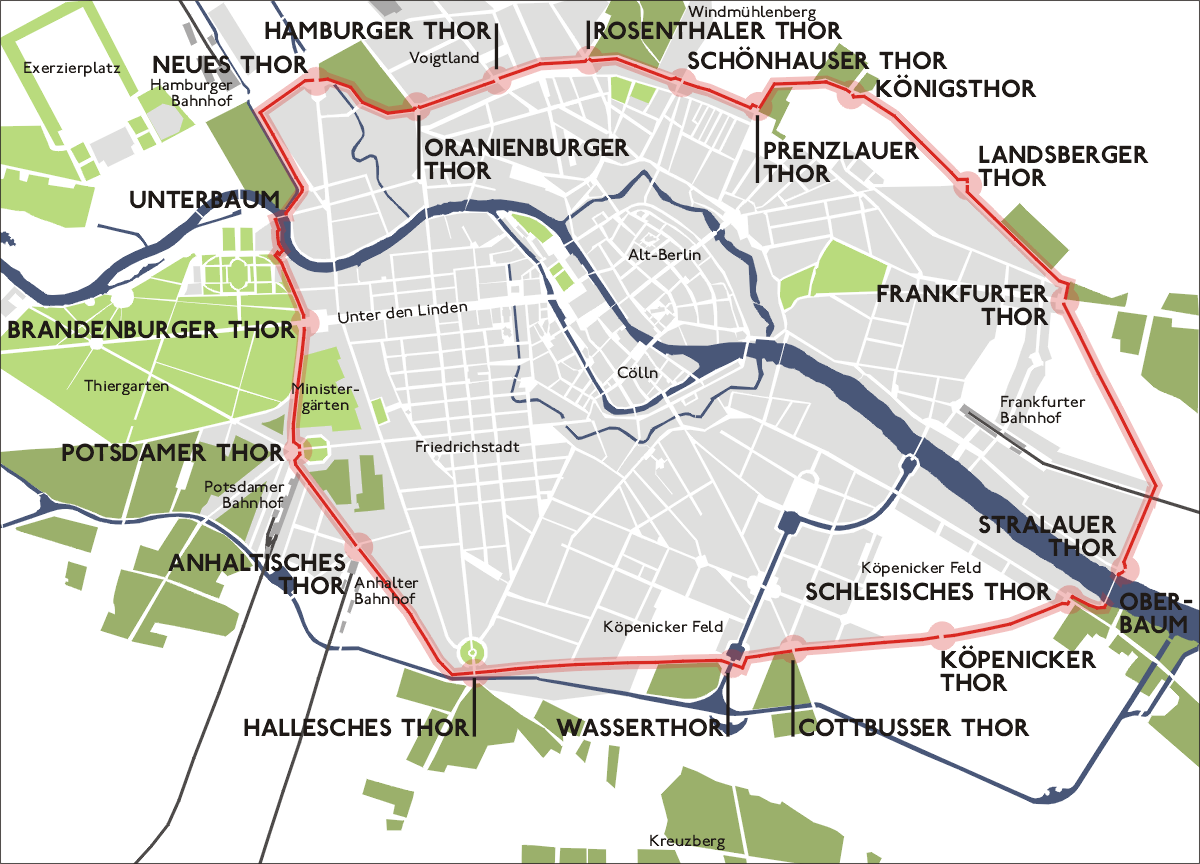
Berlins tullmur med stadsportar i mitten av 1800-talet.

Schönhauser Tor var en port i Berlins tullmur, belägen där Alte Schönhauser Strasse övergår i Schönhauser Allee i höjd med Torstrasse, på gränsen mellan stadsdelarna Mitte och Prenzlauer Berg.
Schönhauser Allee uppstod som landsvägen norrut från Berlin i riktning mot Pankow och Niederschönhausen. När tullmuren uppfördes under 1730-talet blev nuvarande Torstrasse den norra gränsen för stadsdelen Spandauer Vorstadt. I samband med murens uppförande anlades även ett antal portar vid de stora utfartsvägarna från staden. Tullmuren förlorade sin funktion när accisen avskaffades 1860 och under slutet av 1860-talet revs de kvarvarande resterna av muren. Idag används namnet informellt om den gatukorsning som idag finns kvar på platsen. Från 1913 till 1950 gick den närbelägna tunnelbanestationen Rosa-Luxemburg-Platz under namnet Schönhauser Tor.